# Cestonia harteni
Cestonia harteni är en tvåvingeart som beskrevs av Zeegers 2007. Cestonia harteni ingår i släktet Cestonia och familjen parasitflugor. Inga underarter finns listade i Catalogue of Life.